# 开封耶稣圣心主教座堂
开封耶稣圣心主教座堂，又名理事厅天主教堂，是天主教开封总教区的主教座堂，也是河南省最大的天主教堂。 

## 历史
1608年，耶稣会神父将天主教传入开封，同时来此寻找理事厅街的犹太人社区。1642年，李自成掘开黄河水淹开封，整个城市被泥沙淤没，位于延庆观西面的洪河沿天主教堂坍塌，神父及教徒几乎全部葬身水底。
1902年，意大利米兰外方传教会神父潭维新（Noe-Joseph Tacconi，1873年—1942年）来到开封，恢复天主教会。到1905年在袁坑沿街购买民宅，建为教堂。1910年潭维新升任南阳主教。1915年，新成立开封教区。1917年，潭维新在理事厅街东段路北建造主教座堂，1919年建成。周围还有主教府、小修院和教会学校的建筑群。1948年，受中国内战影响，外籍神父撤离开封。2006年，教堂作为近现代重要史迹及代表性建筑被列入河南省文物保护单位名录。
　

## 建筑形制
大教堂与一般天主教堂的型制不同，主入口在正南方。进深七间，可容纳600余人。圣坛两侧的对联为“普世真光耀奇光光临诸夏，全腔爱火发神火火燎中原”。

### 钟楼
高耸的方锥形钟楼独立设置于大堂的北侧3米远处，与教堂互不联通。塔体为灰黑色，共四层。据曾在羊尾铺天主教河南总修院生活过的修士们回忆，其钟声在东郊亦清晰可闻。

### 主教府
主教座堂西侧建有主教府一座，为三层砖木结构建筑，地面两层居人，地下一层储藏葡萄酒。大小房间33个，建筑面积为1012平方米。

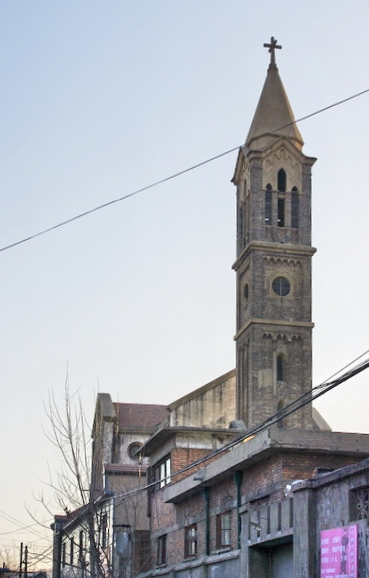
钟楼
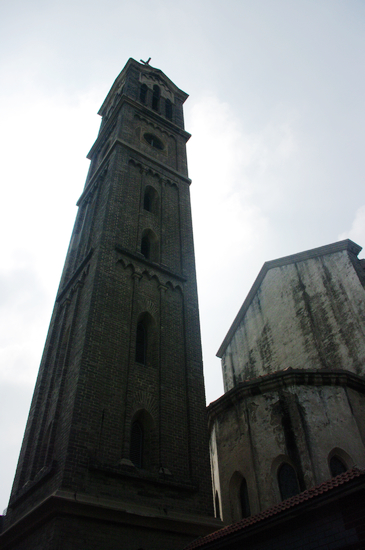
教堂北侧教堂钟楼
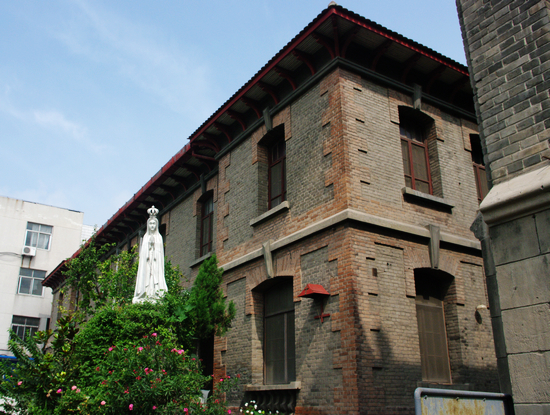
教堂西侧之主教府